# Raw Toonage
Raw Toonage è una serie d'animazione del 1992 prodotta dalla Walt Disney Television Animation e trasmessa sulla CBS. È strutturata come una serie contenitore, in cui ogni episodio è diviso in segmenti (da due a quattro) con protagonisti personaggi diversi. L'animazione della serie fu realizzata dalla Wang Film Productions.

## Generalità
Gli episodi di Raw Toonage si aprono tipicamente con un'introduzione da parte di un famoso personaggio Disney che tenta di condividere un po' della sua esperienza con il pubblico; eventualmente, il "presentatore" può in seguito apparire tra un segmento e l'altro dell'episodio.
Ogni episodio è composto da due, tre o quattro segmenti. Solitamente ogni segmento ha diversi protagonisti, ma in alcuni casi gli episodi divisi in tre o quattro parti includono due segmenti con gli stessi protagonisti. I segmenti di cui sono composti gli episodi sono generalmente i seguenti:
- "He's Bonkers": ha come protagonista la lince rossa Bonkers D. Bobcat, un fattorino solitamente assistito dal cane Jitters A. Dog e disperatamente innamorato della cerva Cerbiatto.

- "Marsupilami": ha come protagonista l'omonimo personaggio del fumetto di André Franquin. Insieme all'amico gorilla Maurice, Marsupilami deve sfuggire all'umano Norman che appare ogni volta in un ruolo diverso.

- "Totally Tasteless Video": non ha protagonisti fissi, presentando ogni volta una storia diversa.

Il sesto episodio include il segmento "Goofy's Guide to the Olympics", che non fa parte di nessuno dei precedenti e ha come protagonista Pippo.

## Episodi
1. "Spatula Party / Doggie Schnauzer / Marsupilami Meets Dr. Normanstein"
2. "Sheerluck Bonkers / All Potato Network / The Puck Stops Here"
3. "Bonkers in Space / Cro-Magnum PI / The Treasure of the Sierra Marsdre"
4. "Draining Cats and Dogs / Mars vs. Man"
5. "Get Me to the Church on Time / So You Think You Know Everything, Do You? / Someone's in the Kitchen with Mars"
6. "Ski Patrol / Poultrygeist / Romancing the Clone / Goofy's Guide to the Olympics"
7. "Get Me a Pizza (Hold the Minefield) / Nightmare on Rocky Road / Wannabe Ruler? / The Porker's Court"
8. "Dogzapoppin' / Bathtime for Maurice / A Fear of Kites"
9. "Trailmix Bonkers / The Young and the Nestless / Coming Attractions / Jungle Fever"
10. "Witch Doctor Is Which? / Robin Hoof / The Hairy Ape"
11. "Quest for Firewood / Badly Animated Man / Safari So Good"
12. "Gobble Gobble Bonkers / Hot Spots / My New Shoes / Prime Mates Forever"

## Spin-off
A partire dall'anno successivo, i personaggi di Bonkers e Marsupilami furono protagonisti ognuno di una sua serie TV (rispettivamente, Bonkers gatto combinaguai e Marsupilami).